# Ann Hutchinson Guest
Ann Hutchinson Guest   (Nova York, 3 de novembre de 1918 - Londres, 9 d'abril de 2022) fou una ballarina, coreògrafa i investigadora de la dansa experta en notació de la dansa i moviment, especialment Laban.
Realitzà diversos estudis clàssic-acadèmics i moderns amb V. Celli, E. Caton i M. Craske (tècnica acadèmica), Kurt Jooss i Sigurd Leeder a Dartington Hall, i amb Hanya Holm, Martha Graham i José Limón (tècnica moderna). Va ser igualment alumna de la ballarina, coreògrafa i pedagoga Doris Humphrey.
S'especialitzà en el sistema d'escriptura o notació de la dansa elaborat per Rudolf von Laban. L'any 1940 fundà el Dance Notation Bureau a Nova York, del que agafà la presidència. Des de 1962 s'establí a Londres i el 1967 hi va fundar el Language of Dance Centre.
Els seus treballs han fet possible la reconstrucció de diversos ballets, com per exemple La Vivandière, de Fanny Cerrito i Arthur Saint-Léon, i L'après-midi d'un faune de Vaslav Nijinsky. Ha rebut dos doctorats honoris causa, i el 1997 va rebre el premi "Contribució destacada a la recerca de dansa" del Congrés de Recerca en Dansa (CORD). El 1998 va rebre una beca Guggenheim for Dance Studies.
Autora de l'obra Labanotation (Nova York, 1954), fou una addicta a l'ensenyança de la notació Laban.

## Obra seleccionada
- Labanotation, New York, New Directions Books, 1954. Prefaci de George Balanchine, introducció de Rudolf Laban. Segona edició: Labanotation : The System of Analyzing and Recording Movement, New York, Theatre Arts Books, 1970. ISBN 0-415-96562-4
- Fanny Elssler's «Cachucha», New York, Theater Arts ISBN 0878305750; Londres, Dance Books, 1981 ISBN 0903102595.
- Your move. A new approach to the study of movement and dance, New York, Londres, Gordon and Breach, 1983 ISBN 0-677-06350-4
- Dance notation. The process of recording movement on paper, Londres, Dance Books, 1984 ISBN 0-903102-75-7
- La Vivandière. Pas de six, Londres, Routledge, 1995 ISBN 2881249906.
- Choreographics. A comparison of dance notation systems from the Fifteenth Century to the present, Londres, Routledge, 1998 ISBN 9057000032